# Лухтоново
Лухтоново — деревня в Судогодском районе Владимирской области России, входит в состав Лавровского сельского поселения.

## География
Деревня расположена на берегу реки Судогда в 6 км на север от центра поселения деревни Лаврово и в 9 км на север от райцентра города Судогда на автодороге 17Н-62 Судогда – Чамерево.

## История
Деревня впервые упоминается в переписных книгах 1678 года, в ней вместе с сельцом Рамешки было 3 двора крестьянских и 5 бобыльских, населения в них 36 душ мужского пола.
В XIX — первой четверти XX века деревня входила в состав Даниловской волости Судогодского уезда, с 1926 года — в составе Судогодской волости Владимирского уезда. В 1859 году в деревне числилось 28 дворов, в 1905 году — 41 двор с мукомольной мельницей, в 1926 году — 58 хозяйств.
С 1929 года деревня являлась центром Лухтановского сельсовета Судогодского района, с 1940 года — в составе Судогодского сельсовета, с 1983 года — в составе Лавровского сельсовета, с 2005 года — в составе Лавровского сельского поселения.

## Население
| 1859 | 1905 | 1926 |
| ---- | ---- | ---- |
| 198  | 231  | 259  |

| 1859 | 1905 | 1926 | 2002 | 2010 | 2021 |
| ---- | ---- | ---- | ---- | ---- | ---- |
| 198  | ↗231 | ↗259 | ↘182 | ↘171 | ↘154 |

## Инфраструктура
В деревне расположена Лухтоновская специальная (коррекционная) общеобразовательная школа-интернат (образована в 1977 году).

## Достопримечательности
В деревне находится памятник архитектуры начала XIX века "Усадьба Дубенских".